# كارلوس روجاس
كارلوس روجاس (بالإسبانية: Carlos Rojas)‏ (2 أكتوبر 1928 بتشيلي - ) هو لاعب كرة قدم تشيلي في مركز الوسط، شارك في كأس العالم 1950 وكأس أمريكا الجنوبية 1949. وشارك مع منتخب تشيلي لكرة القدم. أما مع النوادي، فقد لعب مع يونيون إسبانيولا.

## وصلات خارجية
- كارلوس روجاس على موقع الاتحاد الدولي (مؤرشف)  (الإنجليزية)
- كارلوس روجاس على موقع قاعدة بيانات كرة القدم.إي يو (الإنجليزية)
- كارلوس روجاس على موقع ناشيونال فوتبول تيمز (الإنجليزية)
- كارلوس روجاس على موقع Soccerway.com (الإنجليزية)
- كارلوس روجاس على موقع عالم كرة القدم.نت (الإنجليزية)